# Camptorhynchus labradorius
El pato del Labrador  (Camptorhynchus labradorius) es una especie extinta de ave anseriforme de la familia Anatidae que vivía en Norteamérica. El último ejemplar vivo de esta especie se cree que fue visto en Elmira, Nueva York el 12 de diciembre de 1878, el último ejemplar en cautiverio murió en 1875 en Long Island.

## Hábitat
El pato del Labrador emigraba anualmente, invernaba en las costas de Nueva Jersey y Nueva Inglaterra —donde se favorecía de las costas arenosas, bahías y ensenadas— y se reproducía en Labrador en verano. El hijo de John James Audubon informó haber visto un nido perteneciente a la especie en Labrador, pero existe incertidumbre acerca de donde se reproducía. Algunos creen que pudo haber puesto sus huevos en las islas en el golfo de San Lorenzo.

## Otros nombres
El pato del Labrador también era conocido como pato "variocolor", un nombre que compartía con el negrón costero y porrón osculado (e incluso el ostrero americano), un hecho que ha dado lugar a dificultades en la interpretación de los registros antiguos de estas especies. Ambos nombres se refieren al macho blanco/negro color moreno. Sin embargo, otro nombre común era pato de baja arena, en referencia a su hábito de alimentación en aguas poco profundas. Los parientes vivos más cercanos de la especie son aparentemente los miembros del género Melanitta.

## Distribución
Era nativa de América del Norte, se cree que se reproducía en la península del Labrador y en el invierno migraba al sur de Nueva Escocia hasta la bahía de Chesapeake. Su hábitat eran los estuarios marinos y intermareales.  

## Dieta
Se alimentaba de pequeños moluscos y algunos pescadores denunciaron la captura en las líneas de pesca con cebo de mejillones. Se considera una contrapartida ecológica del eider de Steller, del Pacífico norte/norte de Asia. El pico era también particularmente suave, y pueden haberlo usado para buscar alimento entre sedimentos. Otro, completamente ajeno, con morfología similar (pero aún más especializado) es el pato pachón, que se alimenta principalmente de plancton, pero también de moluscos.

## Extinción

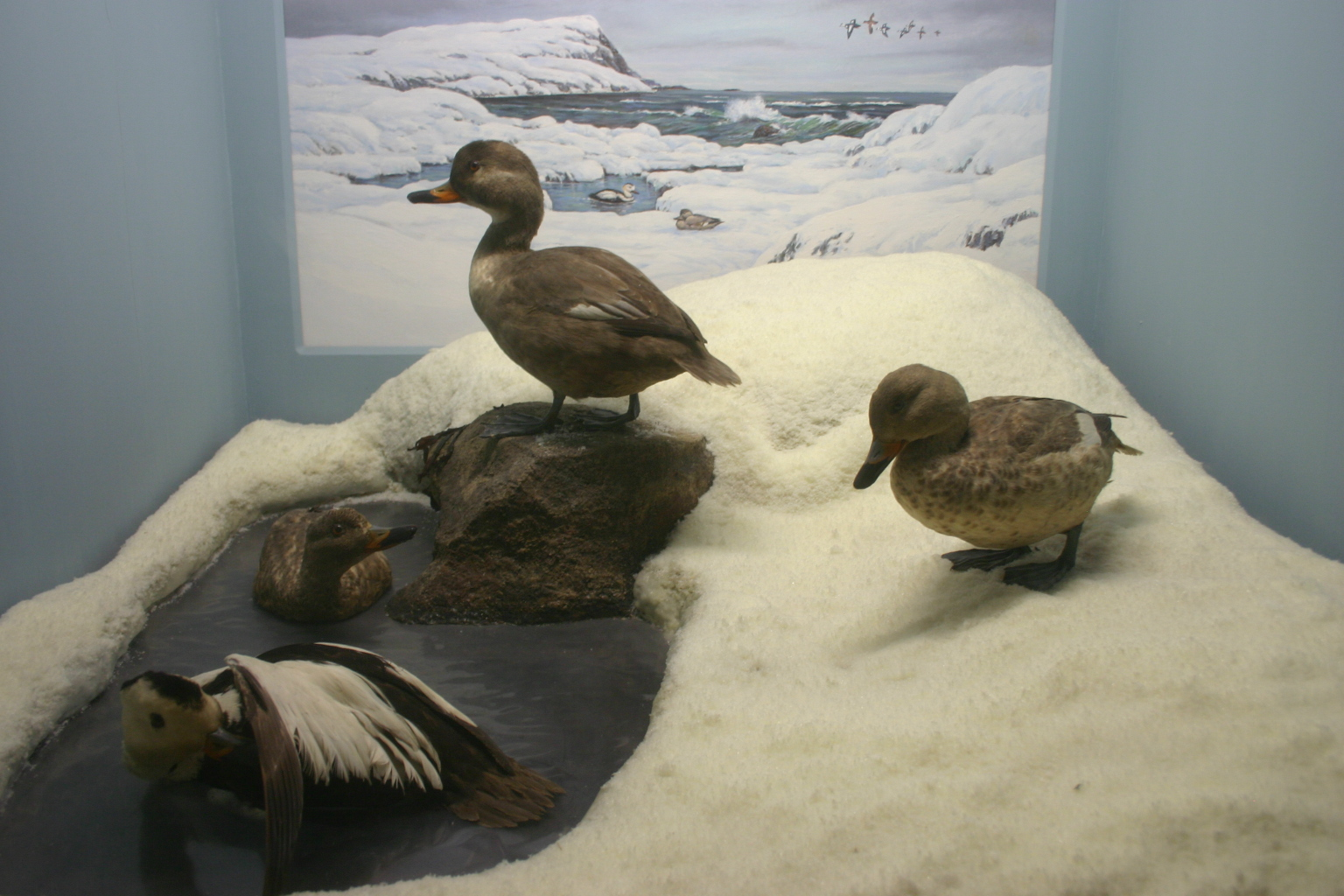
Especímenes disecados, AMNH

Se cree que la especie siempre fue rara, pero entre 1850 y 1870, la población disminuyó aún más. Su extinción aún no está completamente clara, aunque la caza como alimento de este pato se consideraba de mal gusto, se pudría rápidamente y tenía un precio bajo. En consecuencia, no fue muy solicitado por los cazadores. Sin embargo, se cree que los huevos pudieron haber sido sobreexplotados y pudo haber sido objeto de depredación por parte del comercio de plumas en su área de cría. Otro posible factor en la extinción podría haber sido la disminución de los mejillones y otros mariscos de los que se cree que se alimentan en sus refugios invernales, debido al crecimiento de la población y a la industrialización de la costa este. Aunque todos los patos marinos se alimentan fácilmente de moluscos en aguas poco profundas, ninguna especie de ave del Atlántico occidental parece haber sido tan dependiente de tales alimentos como el pato Labrador.